# Fonction transcendante
En mathématiques, une fonction ou une série formelle est dite transcendante si elle n'est pas algébrique, c'est-à-dire si elle n'est pas solution d'une équation polynomiale à coefficients polynomiaux par rapport à ses arguments.
Cette notion est donc, au même titre que celle de nombre transcendant, un cas particulier de celle d'élément transcendant d'une algèbre sur un anneau commutatif, l'algèbre et l'anneau considérés étant ici soit les fonctions de certaines variables (à valeurs dans un anneau commutatif R) et les fonctions polynomiales en ces variables (à coefficients dans R), soit les séries formelles et les polynômes (en une ou plusieurs indéterminées).
De même qu'aucun nombre transcendant n'est rationnel, aucune fonction transcendante n'est une fonction rationnelle.

## Exemples de séries formelles transcendantes
Soit K un corps commutatif  de caractéristique nulle.
Alors la série formelle exponentielle
est transcendante sur l'anneau de polynômes K[X]. Il en est de même des séries logarithme, sinus et cosinus ordinaires, sinus et cosinus hyperbolique. Pour une généralisation, voir « Théorème d'Eisenstein ».

## Exemples de séries formelles algébriques
Dans la même situation que précédemment, pour tout entier n > 0, la série formelle donnant le développement en série entière de (1 – X)1/n
est algébrique, puisqu'elle est solution de l'équation polynomiale en T, à coefficients polynomiaux en X, Tn + X – 1 = 0.
Choisissons maintenant comme anneau A l'anneau des polynômes à coefficients complexes, auquel on adjoint l'exponentielle : c'est l'anneau ℂ[X, Y], avec exp(X) substitué à  Y . Alors, les séries formelles exp(X/2) et exp(–X/2) sont algébriques sur A, puisque respectivement solutions de T2 – exp(X) = 0 et exp(X)T2 – 1 = 0. Il en est donc de même de cosh(X/2) et de sinh(X/2), qui sont la demi-somme et la demi-différence de ces deux séries.